# Organa
Organa (sau Bu-Yurgan) a fost unchiul pe cale maternă a lui Kubrat. El făcea parte din clanul Ermy. Potrivit lui Ioan din Nikiu, el a fost regent peste tribul bulgarilor Onogur în perioada 617 - 630 în locul nepotului său, Kubrat. În perioada adolescenței lui Kubrat, când acesta a fost luat ostatic de către Imperiul Bizantin, există informații că Organa l-ar fi însoțit pe Kubrat în timpul călătoriei sale inițiale spre Constantinopol.